# Prosoeca sublineata
Prosoeca sublineata är en tvåvingeart som beskrevs av Joseph Charles Bequaert 1926. Prosoeca sublineata ingår i släktet Prosoeca och familjen Nemestrinidae. Inga underarter finns listade i Catalogue of Life.